# Бор (Лихославльский район)
Бор — деревня в Лихославльском районе Тверской области.

## География
Находится в центральной части Тверской области на расстоянии приблизительно 30 км на север-северо-восток по прямой от районного центра города Лихославль на правом берегу реки Медведица.

## История
Деревня была отмечена ещё на карте Менде, состояние местности на которой соответствует 1848 году. В 1859 году здесь (деревня Новоторжского уезда) было учтено 50 дворов. До 2021 года деревня входила в Станское сельское поселение Лихославльского района до его упразднения.

## Население
Численность населения: 278 человек (1859 год), 96 (карелы 53 %, русские 46 %) в 2002 году, 61 в 2010.